# 1 (álbum de B1A4)
1 é o primeiro álbum de estúdio em japonês — segundo no total — do boy group sul-coreano B1A4. Foi lançado em 24 de outubro de 2012 em três edições diferentes.

## Antecedentes
O álbum foi anunciado pela agência coreana do grupo, WM Entretenimento, com detalhes do lançamento do álbum e, juntamente com um lançamento do primeiro DVD do grupo, B1A4 History 2011-2012 in Japan. O álbum foi lançado em três edições diferentes: uma edição CD+DVD, incluindo o CD e um DVD com os vídeos musicais de "Beautiful Target" e "Oyasumi Good Night", bem como o making-of dos vídeos, um CD+Goods, incluindo o CD e uma figura de membro especial (um de cinco tipos diferentes) e uma edição regular, incluindo o próprio CD e um cartão especial (um de cinco tipos diferentes ). Todas as edições veio com um bilhete de loteria especial para um evento Premium do seu primeiro álbum em japonês.

## Composição
O álbum é composto por dez canções, dois singles, cinco novas canções e três versões em japonês. As faixas "OK", "Only One" e "Waruikoto Bakari Manande" foram originalmente gravadas em coreano e lançado no mini-álbum de estreia do grupo, Let's Fly.

## Lista de faixas
| CD+DVD e CD+Goods |                                                                                                |                                                          |                                                |         |  |
| N.º               | Título                                                                                         | Letras                                                   | Música                                         | Duração |  |
| 1.                | "Beautiful Lie"                                                                                | Goro Matsui, Baro (Criação do rap)                       | Jung Jinyoung                                  | 3:34    |  |
| 2.                | "Oyasumi Good Night" (おやすみ good night; Sleep Well, Good Night) (Versão em japonês)         | Jung Jinyoung, Baro, MEG.ME                              | Jung Jinyoung, Baro                            | 3:21    |  |
| 3.                | "Empty Mind"                                                                                   | Takafumi Fujino, Steven Lee                              | Steven Lee                                     | 3:43    |  |
| 4.                | "Waruikoto Bakari Manande" (悪いことばかり学んで; Only Learned Bad Things) (Versão em japonês) | Wheesung, Goro Matsui, Baro (Criação do rap)             | Lim Sang-hyuk, Jeon Da-woon, Lee Sang-ho       | 3:44    |  |
| 5.                | "Tipping Point"                                                                                | Goro Matsui                                              | Huba Kelemen, Jack David Elliott, Joleen Belle | 3:40    |  |
| 6.                | "Wake Me Up"                                                                                   | Goro Matsui                                              | T-SK, Kim Tesung, Andrew Choi                  | 3:32    |  |
| 7.                | "Only One" (Versão em japonês)                                                                 | Hwang Sung-jin, Goro Matsui, Baro (Criação do rap)       | Lee Ju-hyung, Lee Sang-ho                      | 3:36    |  |
| 8.                | "Beautiful Target" (Versão em japonês)                                                         | CNU, Baro, Urihyeong-gwa Naedongsaeng, Shoko Fujibayashi | Urihyeong-gwa Naedongsaeng                     | 3:22    |  |
| 9.                | "One Love"                                                                                     | B & C Factory                                            | Tesung Kim, Cha Cha Malone, Casper, No Day     | 3:33    |  |

| CD (apenas a edição regular) e iTunes Store |        |                                                          |               |         |  |
| N.º                                         | Título | Letras                                                   | Música        | Duração |  |
| 10.                                         | "O.K"  | Geul Gong-jang, Shoko Fujibayashi, Baro (Criação do rap) | Seo Young-bae | 3:33    |  |

| DVD (edição CD+DVD) |                                                |         |  |
| N.º                 | Título                                         | Duração |  |
| 1.                  | "Beautiful Target" (Music video)               |         |  |
| 2.                  | "Oyasumi Good Night" (Music video)             |         |  |
| 3.                  | "Beautiful Target" (Music video - Making-of)   |         |  |
| 4.                  | "Oyasumi Good Night" (Music video - Making-of) |         |  |

## Singles
Duas canções do álbum foram lançadas como singles:
O primeiro single do álbum é uma versão em japonês de "Beautiful Target". Foi lançado em 27 de junho de 2012 como primeiro single em japonês do grupo. A versão original da canção, gravada em coreano, foi lançada no segundo mini álbum do grupo, It B1A4. O álbum alcançou o número 4 no gráfico semanal da Oricon, com cerca de 36 mil cópias vendidas.
O segundo e último single do álbum é uma versão em japonês de "Baby Good Night", renomeado em japonês para "Oyasumi Good Night". Foi lançado em 29 de agosto de 2012 e alcançou o número 4 no gráfico semanal da Oricon, com cerca de 37 mil cópias vendidas. A versão original da canção, gravada em coreano, foi lançada na versão especial do primeiro álbum em coreano do grupo, Ignition.

## Desempenho nas paradas
| Oricon Chart          | Posição | Vendas de estreia | Total de vendas |
| --------------------- | ------- | ----------------- | --------------- |
| Daily Singles Chart   | 2       | 10,372            | 23,338+         |
| Weekly Singles Chart  | 5       | 20,547            | 23,338+         |
| Monthly Singles Chart | 21      | 22,639            | 23,338+         |
| Yearly Singles Chart  | —       | —                 | 23,338+         |

## Histórico de lançamento
| País   | Data                   | Formato                   | Gravadora            |
| ------ | ---------------------- | ------------------------- | -------------------- |
| Japão  | 24 de outubro de 2012  | CD, Download digital, DVD | Pony Canyon          |
| Brasil | 29 de setembro de 2014 | CD                        | Youkai Entertainment |
| Brasil | 30 de novembro de 2014 | CD, DVD                   | Youkai Entertainment |